# Mecopisthes paludicola
Mecopisthes paludicola är en spindelart som beskrevs av Robert Bosmans 1994. Mecopisthes paludicola ingår i släktet Mecopisthes och familjen täckvävarspindlar.
Artens utbredningsområde är Algeriet. Inga underarter finns listade i Catalogue of Life.